# Ablabesmyia illinoensis
Ablabesmyia illinoensis es una especie de insecto díptero. Fue descrito por primera vez en 1915 por Malloch. 
Pertenece al género Ablabesmyia, familia Chironomidae.

## Distribución
Se distribuye por Territorios del Noroeste, Nuevo México, Kansas y Virginia Occidental.